# Gang Starr
A Gang Starr népszerű amerikai rap duó volt, amelyet MC Guru és DJ Premier alkottak. Hivatalosan 1986-tól 2003-ig működtek. 1986-ban alakultak meg Brooklynban. Eredetileg Bostonban jöttek létre, és DJ Premier helyett egy Mike Dee nevű rapper szerepelt az együttesben. Ekkor még különféle producerekkel együtt tevékenykedtek. 1989-ben feloszlottak, de Guru folytatni szerette volna a projektet, ezért megkereste DJ Premiert. Így újból összeállt a Gang Starr. Nevük szójáték a "gangster" szóval. Legelső nagylemezüket 1989-ben dobták piacra. Ezen kívül még öt stúdióalbumot jelentettek meg. A második lemezük, a Step In the Arena bekerült az 1001 lemez, amit hallanod kell, mielőtt meghalsz című könyvbe is. DJ Premier 2002-ben Európába ment turnézni, így Guru egyedül maradt, viszont szövetséget kötött egy alternatív DJ-vel. 2006-ban Guru kijelentette, hogy a Gang Starr történetének vége szakadt.
1993-ban független rapperek alapítottak egy új zenei társulatot, Gang Starr Foundation néven, amely egészen a mai napig működik. A zenekarnak nem sok köze van az eredeti együtteshez, inkább csak tiszteletüket fejezik ki irántuk, azért alakultak meg. Guru 2010-ben elhunyt, 43 éves korában, rákban.
2019-ben kiadtak egy új stúdióalbumot.

## Stúdióalbumok
- No More Mr. Nice Guy (1989)
- Step In the Arena (1991)
- Daily Operation (1992)
- Hard to Earn (1994)
- Moment of Truth (1998)
- The Ownerz (2003)
- One of the Best Yet (2019)